# Louisburg (Missouri)
Louisburg és una població dels Estats Units a l'estat de Missouri. Segons el cens del 2000 tenia 147 habitants.

## Demografia
Segons el cens del 2000, Louisburg tenia 147 habitants, 56 habitatges, i 44 famílies. La densitat de població era de 123,4 habitants per km².
Dels 56 habitatges en un 37,5% hi vivien nens de menys de 18 anys, en un 66,1% hi vivien parelles casades, en un 10,7% dones solteres, i en un 21,4% no eren unitats familiars. En el 17,9% dels habitatges hi vivien persones soles el 8,9% de les quals corresponia a persones de 65 anys o més que vivien soles. El nombre mitjà de persones vivint en cada habitatge era de 2,63 i el nombre mitjà de persones que vivien en cada família era de 3.
Per edats la població es repartia de la següent manera: un 30,6% tenia menys de 18 anys, un 7,5% entre 18 i 24, un 27,9% entre 25 i 44, un 16,3% de 45 a 60 i un 17,7% 65 anys o més.
L'edat mediana era de 34 anys. Per cada 100 dones de 18 o més anys hi havia 82,1 homes.
La renda mediana per habitatge era de 28.438 $ i la renda mediana per família de 30.000 $. Els homes tenien una renda mediana de 20.625 $ mentre que les dones 20.833 $. La renda per capita de la població era d'11.952 $. Entorn del 16,7% de les famílies i el 20,3% de la població estaven per davall del llindar de pobresa.

## Poblacions més properes
El següent diagrama mostra les poblacions més properes.